# Cecil Rhodes
Cecil Rhodes, thành viên Hội đồng Cơ mật Hoàng gia Anh, tiến sĩ Luật Dân sự, (5 tháng 7 năm 1853 – 26 tháng 3 năm 1902) là một doanh nhân, chính trị gia, trùm khai mỏ Nam Phi sinh tại Anh. Ông đã lập nên Công ty kim cương De Beers, ngày nay chiếm đến 40% thị trường kim cương thô toàn cầu và từng có thời kỳ đóng góp đến 90% lượng kim cương thô buôn bán trên thế giới.
Là người có niềm tin mãnh liệt vào chủ nghĩa đế quốc Anh, ông đã thành lập nên vùng lãnh thổ Rhodesia ở nam châu Phi, vùng đất được đặt theo tên ông năm 1895. Năm 1964, Rhodesia Bắc trở thành một bang độc lập của Zambia và Rhodesia Nam từ đó được biết đến là Rhodesia. Năm 1980, Rhodesia, trên thực tế đã độc lập từ 1965, trở thành một quốc gia độc lập được công nhận quốc tế và đổi tên thành Zimbabwe. Đại học Rhodes của Nam Phi cũng được đặt tên theo ông. Bên cạnh đó, một quỹ học bổng mang tên Rhodes cũng được đóng góp tài chính từ tài sản của Rhodes.
Nhà sử học Richard A. McFarlane đã gọi Rhodes là "một người góp công không thể thiếu trong lịch sử huy hoàng của Anh và nam Phi châu cũng như George Washington hay Abraham Lincoln trong những thời kỳ tương ứng của lịch sử nước Mỹ... Phần lớn lịch sử Nam Phi bao trùm trong những thập kỷ cuối cùng của thế kỷ 19 là những đóng góp lịch sử của Cecil Rhodes."

## Thời trẻ

### Nước Anh
Rhodes sinh năm 1853 tại Bishop's Stortford, Hertfordshire, Anh quốc. Ông là con
thứ 5 trong gia đình cha xứ Francis William Rhodes và vợ Louisa Peacock Rhodes. Cha ông là một cha sở (vicar) Giáo hội Anh, người luôn tự hào là không bao giờ thuyết giáo quá mười phút. Trong số những anh chị em của ông có Francis William Rhodes, người sau này trở thành một viên chức quân đội.
Rhodes đã theo học trường tiểu học Bishop's Stortford từ khi 9 tuổi nhưng vì ốm yếu và bệnh hen suyễn mà ông phải thôi học vào năm 1869 và, theo Basil Williams,, ông "tiếp tục việc học của mình dưới sự giám sát của cha ông... Sức khỏe của ông khá yếu và có cả những nỗi lo sợ rằng ông bị bệnh lao, căn bệnh mà nhiều người trong gia đình ông đã có triệu chứng. Cha ông sau đó đã quyết định gửi ông ra nước ngoài để thử những hiệu quả của một chuyến hải hành và khí hậu tốt hơn. Herbert [anh trai của Cecil] đã xây dựng một đồn điền ở Natal, Nam Phi, do đó Cecil đã được gửi theo một chiếc thuyền buồm đến gặp Herbert ở Natal. Hành trình tới Durban mất 70 ngày, và ngày 1 tháng 9 năm 1870, Rhodes lần đầu tiên đặt chân lên mảnh đất châu Phi, một cậu bé tóc nhạt, gầy gò, xanh xao, cao lêu nghêu, có dáng điệu nhút nhát và bẽn lẽn." Gia đình ông đã hy vọng rằng khí hậu sẽ cải thiện sức khỏe của ông. Họ cũng mong chờ ông sẽ đỡ đần người anh Herbert đang làm chủ một trang trại trồng bông.

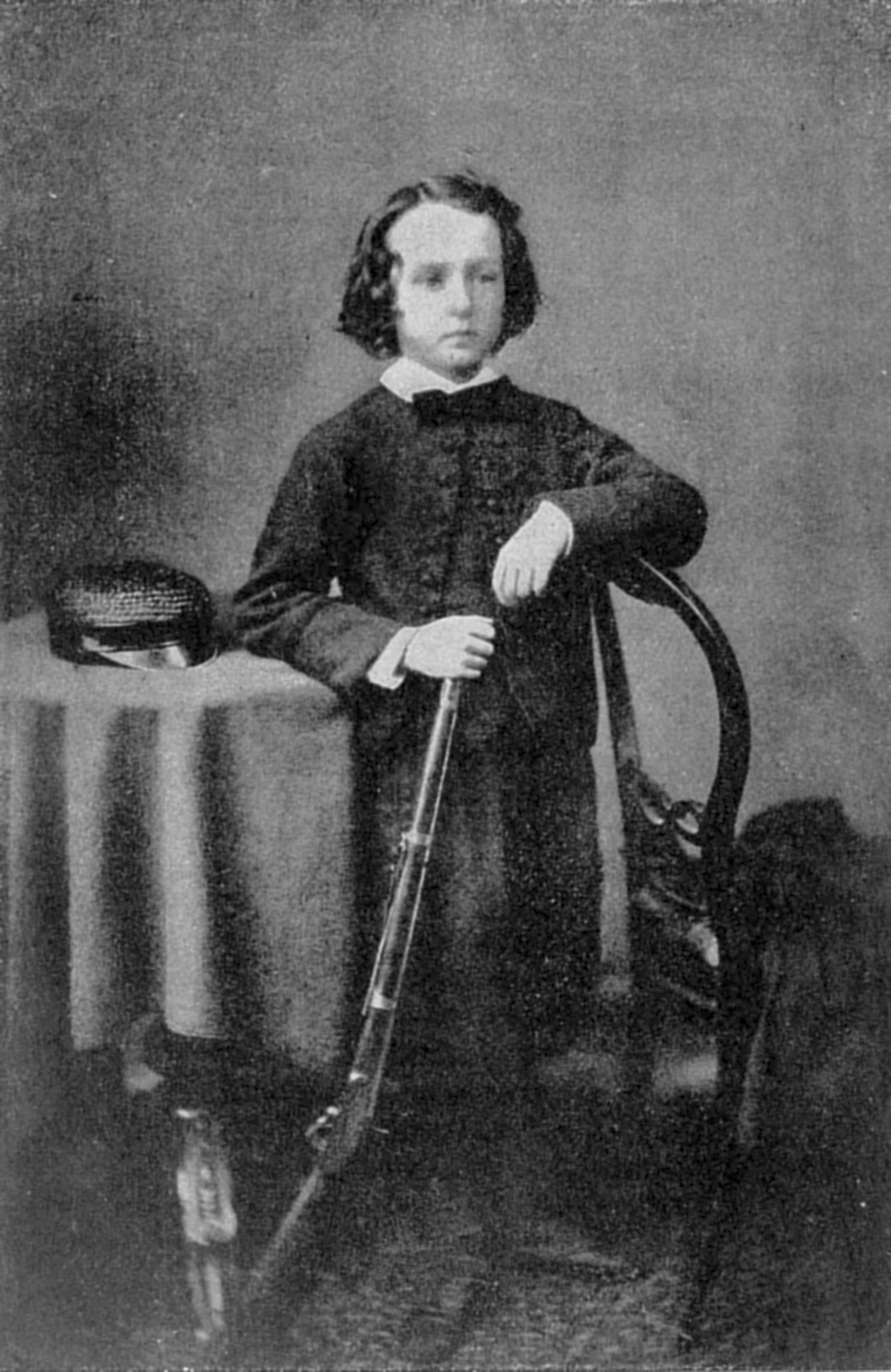
Cậu bé Rhodes

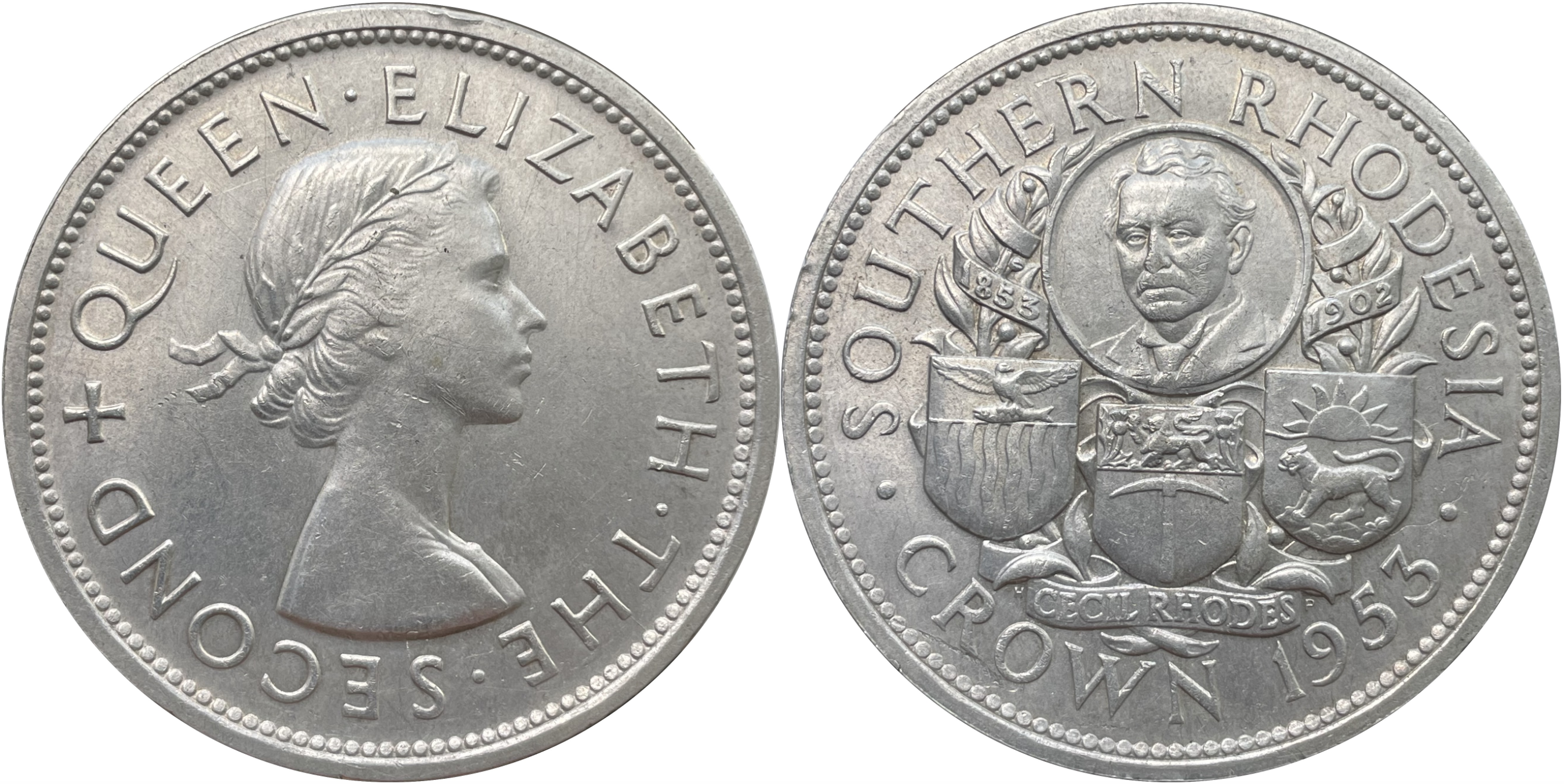
Xu bạc: 1 crown của Nam Rhodes, kỷ niệm 100 năm ngày sinh của Cecil Rhodes, mặt sau xu có chân chung của ông

### Nam Phi
Khi mới đến châu Phi, ông đã sống dựa vào số tiền vay của dì Sophia.. Sau một thời gian ngắn sống cùng Tổng thanh tra của Natal, bác sĩ Peter Cormac Sutherland ở Pietermaritzburg, Rhodes đã thế hiện sự quan tâm đến nông nghiệp. Ông đến gặp người anh Herbert ở thung lũng sông Umkomazi, Natal. Mảnh đất này không thích hợp để trồng bông và dự án này đã thất bại.
Tháng 10, 1871, Rhodes khi đó 18 tuổi cùng anh trai Herbert rời khỏi thuộc địa đó để đến bãi khai thác kim cương ở Kimberley. Được N M Rothschild & Sons cung cấp tài chính, Rhodes đã gặt hái thành công suốt 17 năm tiếp theo trong việc mua hết tất cả các công ty khai thác kim cương ở khu vực Kimberley. Sự độc quyền cung cấp kim cương toàn thế giới của ông đã được chính thức hóa năm 1889 thông qua ký kết mối quan hệ bạn hàng chiến lược với Nghiệp đoàn Kim cương có trụ sở tại London. Họ đồng ý cùng kiểm soát nguồn cung toàn cầu để giữ giá kim cương luôn cao. Rhodes đã giám sát hoạt động khai thác mỏ của anh trai ông và đầu cơ trên danh nghĩa của người anh.

## Kim cương

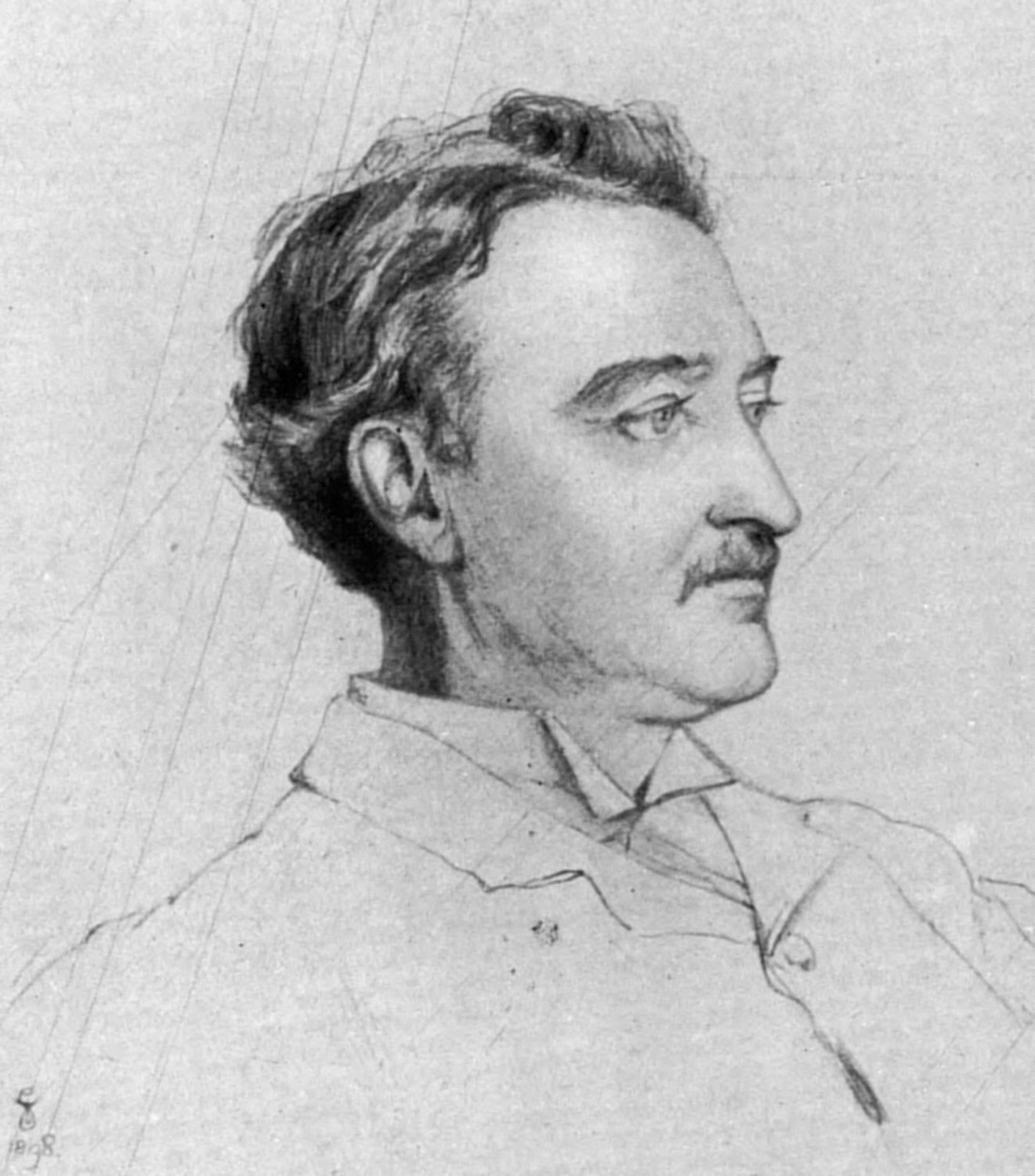
Bức phác họa Rhodes của Violet Manners

Trong suốt những năm ở Oxford, công việc làm ăn của Rhodes ở Kimberley vẫn phát đạt. Trước khi rời đến Oxford, ông và C.D. Rudd đã rời khỏi Mỏ Kimberley để đầu từ vào những hầm mỏ đáng giá hơn mà được biết đến là De Beers cũ (Vooruitzicht).
Ngày 13 tháng 3 năm 1888, Rhodes và Rudd đã khai trương De Beers sau khi hợp nhất nhiều mỏ đơn lẻ. Rhodes làm thư ký công ty. Với số vốn £200.000 công ty đã thu được nhiều lợi nhuận nhất ngành khai mỏ.